# FtsA
FtsA (von englisch filamentous temperature sensitive A ‚filamentös temperaturempfindlich A‘) ist ein Protein des Zytoskeletts von Bakterien, mit Ausnahme von Actinobakterien und Cyanobakterien.

## Eigenschaften

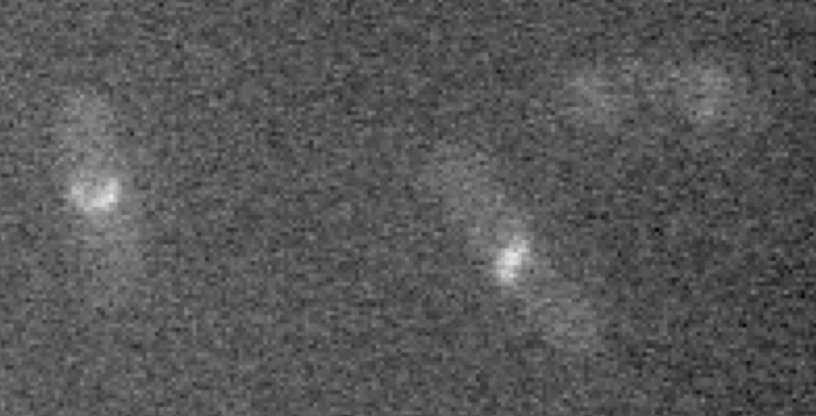
Lokalisation des FtsA am Septum während der Zellteilung

FtsA dient in Bakterien zur Stabilisierung der Zelle und zur Fortbewegung (Zellmotilität), möglicherweise ist es an der Einleitung der Zellteilung beteiligt. FtsA ist ein Homolog von Aktin und ein Scaffold-Protein, wie auch die Proteine MreB, ParM und MamK. Wie Aktin hydrolysiert FtsA Adenosintriphosphat zur Änderung seiner Konformation und bildet dann strangförmige Aggregate (Mikrofilamente) aus.
FtsA ist strukturell ähnlich wie PilM aufgebaut, welches als ATPase des Typs IV in Pili von Bakterien vorkommt. FtsA bindet an FtsZ im Z-Ring und bindet diesen über eine amphiphile α-Helix am C-Terminus des FtsA an die Zellmembran. Alternativ kann der C-Terminus auch von MinC und ZipA gebunden werden. An einer anderen Stelle der Proteinoberfläche wird FtsN gebunden. FtsZ, FtsA und ZipA sind an der Einleitung der Zellbewegung beteiligt. Während FtsA in Escherichia coli essentiell ist, kann seine Funktion in Bacillus subtilis bei einer Deletion durch SepF teilweise kompensiert werden. Die Mutante FtsA* funktioniert unabhängig von ZipA. Andere identifizierte Mutanten besitzen veränderte Multimerisierungseigenschaften. Die Funktionen des FtsA sind über verschiedene Bakterienarten konserviert.